# Gustaaf Bernart
Gustavus (Gustaaf) Franciscus Bernart (Gent, 19 juni 1897 - Gentbrugge, 23 december 1969) was een Belgisch gewichtheffer.

## Levensloop
Bernart nam deel aan de Olympische Zomerspelen van 1924 te Parijs. Hij werd er negende in de gewichtsklasse van de zwaargewichten (+82,5kg). Hij was vier opeenvolgende jaren (1924-'28) Belgisch kampioen in zijn gewichtsklasse.
Omstreeks 1930 huwde hij Suzanne Minnaert, wiens familie een variététheater uitbaatte.